# Saratov
Saratov (russo:  Сара́тов; IPA: [sɐˈratəf] (escutarⓘ)) é uma cidade da Rússia, capital da província homônima. Localiza-se nas margens do rio Volga, no leste da Rússia Europeia. Tem 818383 habitantes (2022). Foi fundada por volta de 1590 e elevada a cidade em 1708.

## Esporte
A cidade de Saratov tem diversos clubes desportivos:
- Futebol - PFK Sokol Saratov (Estádio Lokomotiv)[3]
- Basquetebol - BC Avtodor Saratov (Arena Kristall)[4]